# Martin Powell
Martin Curtis-Powell (ur. 19 lipca 1973 w Sheffield w hrabstwie Yorkshire) – brytyjski muzyk, kompozytor i multiinstrumentalista. Powell współpracował z takimi grupami muzycznymi i wykonawcami jak: My Dying Bride, Cryptal Darkness, Cradle of Filth, Sarah Jezebel Deva i Anathema.
W 2010 roku zaprzestał działalności jako muzyk heavymetalowy. W międzyczasie podjął studia doktoranckie na Uniwersytecie w Sheffield. Laureat Philip John Lord Composition Prize.

## Dyskografia
My Dying Bride
- As the Flower Withers (1992, Peaceville Records)
- Turn Loose the Swans (1993, Peaceville Records)
- The Angel and the Dark River (1995, Peaceville Records)
- Like Gods of the Sun (1996, Peaceville Records)

Sarah Jezebel Deva
- A Sign of Sublime (2010, Rising Records)

Cradle of Filth
- Midian (2000, Music for Nations)
- Bitter Suites to Succubi (2001, Abracadaver)
- Damnation and a Day (2003, Sony Music)
- Nymphetamine (2004, Roadrunner Records)